# Virectaria major
Virectaria major är en måreväxtart som först beskrevs av Karl Moritz Schumann, och fick sitt nu gällande namn av Bernard Verdcourt. Virectaria major ingår i släktet Virectaria och familjen måreväxter.

## Underarter
Arten delas in i följande underarter:
- V. m. decumbens
- V. m. major
- V. m. spathulata